# American Basketball League (1961-1963)
La American Basketball League è stata una lega professionistica statunitense di basket, attiva dal 1961 al 1963, per una sola stagione e mezza. La seconda stagione, 1962-63, non venne conclusa e fu troncata a campionato in corso il 31 dicembre 1962. È omonima della ABL attiva tra il 1925 e il 1955, la prima lega professionistica di basket della storia, sebbene non abbia assolutamente legami con essa. Nonostante la sua brevissima vita, alla ABL si deve il merito di due importanti introduzioni nel gioco della pallacanestro: la lunetta dei tiri liberi più ampia e soprattutto l'arco del tiro da tre punti.

## Nascita e rapida fine della ABL
Nacque ufficialmente nel 1961, per mano di Abe Saperstein, desideroso di creare la prima squadra NBA di Los Angeles. Il suo tentativo non si realizzò mai, nonostante anni di pazienza, cosicché Saperstein progettò la nascita di una nuova lega, rivale della NBA, coinvolgendo altri due proprietari di team: George Steinbrenner proprietario dei Cleveland Pipers della AAU (Amateur Athletic Union) e Paul Cohen, proprietario dei Tuck Tapers nella NABL (National Alliance of Basketball Leagues). Dai migliori team della NABL e della AAU, sarebbero derivate le otto squadre militanti nella nuova ABL.
Steinbrenner mantenne i suoi Pipers a Cleveland, i Tapers si spostarono a Washington per poi tornare a New York poco tempo dopo, mentre Saperstein coronò il suo sogno di possedere un team losangelino, dando vita ai Los Angeles Jets, proprio poco dopo che, ironia della sorte, nella NBA i Lakers si spostarono da Minneapolis a L.A.. Per i suoi Jets, convocò l'ex stella dei Boston Celtics Bill Sharman ad affidargli il ruolo di coach. Sulla panchina dei Pipers si trovò invece John McLendon, leggendario allenatore di college, che portò dalla Tennessee State University i suoi migliori giocatori. Lo stesso McLendon venne poi sostituito proprio da Sharman, dopo lo scioglimento prematuro dei Los Angeles Jets. Cleveland riuscì persino di ingaggiare la futura stella Jerry Lucas, allora al college, soffiandolo clamorosamente alla NBA grazie a un contratto invitante e alla prospettiva di poter giocare un numero di partite nettamente inferiore, ma l'imminente morte della ABL fece sì che Lucas non riuscì a giocare subito la sua prima eventuale stagione da professionista, essendo uscito dal college dopo lo scioglimento della ABL e non potendo debuttare nel frattempo in NBA proprio in virtù del contratto stipulato con i Pipers.
Con una lega formata da sole otto squadre sparse in diversi angoli degli States, le difficoltà dovute ai costosi viaggi aerei per affrontare tutte le partite da parte delle società si fecero presto sentire. Ne conseguì, a campionato in corso, una curiosa serie di trasferimenti di franchigie in città più vicine tra loro. I Tapers si trasferirono ancora una volta, da New York a Filadelfia (il proprietario Cohen li traslocò in Pennsylvania perché possedeva segretamente anche i Pittsburgh Rens); gli Hawaii Chiefs si spostarono a Long Beach; i San Francisco Saints migrarono nella vicina Oakland, mutando il nome in Oakland Oaks, mentre i Los Angeles Jets si sciolsero ancora prima di terminare la stagione. Il primo campionato si concluse a fatica, con la vittoria in finale dei Cleveland Pipers sui Kansas City Steers. Dopo la vittoria, Steinbrenner cercò di portare la sua squadra in NBA senza avere successo, sciogliendo così il team campione in carica. Poco dopo l'inizio della seconda stagione, Saperstein e Cohen decisero di sciogliere in anticipo la lega per le troppe difficoltà economiche e per le scarse affluenze di pubblico, il 31 dicembre 1962. Con il campionato terminato in corso, il secondo e ultimo titolo ABL venne attribuito ai Kansas City Steers. Gli Steers, i Pipers, i Chiefs e i Tapers (queste ultime due squadre tornate alle loro città di origine) rientrarono tutte nella NABL, includendo persino i rinati Jets. La lega che inventò il tiro da tre punti si dissolse così dopo appena un anno e mezzo di attività.

## Elenco delle squadre
- Chicago Majors
- Cleveland Pipers (sciolti alla fine del campionato 1961-62)
- Kansas City Steers
- Long Beach Chiefs (già Hawaii Chiefs durante il campionato 1961-62)
- Los Angeles Jets (sciolti nel corso del campionato 1961-62)
- Oakland Oaks (già San Francisco Saints durante il campionato 1961-62)
- Philadelphia Tapers (già Washington Tapers e New York Tapers durante il campionato 1961-62)
- Pittsburgh Rens

## Albo d'oro
- 1961-62 - Cleveland Pipers (3-2 in finale contro Kansas City Steers)
- 1962-63 - Kansas City Steers (dichiarati campioni allo scioglimento della lega)